# Brightlands Maastricht Health Campus
Brightlands Maastricht Health Campus (ook bekend als Campus Randwyck) is een campus in het Maastrichtse stadsdeel Randwyck en is een van de vier Brightlands-campussen in Limburg. Op het terrein is Universiteit Maastricht gevestigd met de faculteiten Health, Medicine and Life Sciences (FHML), Psychology and Neuroscience (FPN) en Science and Engineering (FSE), het Maastricht UMC+ en bedrijven die deels uit de beide instellingen voorkomen. Op de campus werken onderzoekers en ondernemers samen om uitvindingen naar de markt te brengen. Brightlands Maastricht Health Campus is ook de naam van de organisatie die fungeert als het Knowledge Transfer Office (KTO) van de Universiteit Maastricht en het Maastricht UMC+.

## Geschiedenis
In 2009 werden de eerste plannen gepresenteerd voor een biomedische campus in Randwyck, toen 'Life & Science Campus Maastricht' genoemd. Omstreeks 2010 werd de naam 'Maastricht Health Campus' voor het eerst gebruikt. De merknaam Brightlands werd in 2014 toegevoegd.
Op 1 april 2013 werd de Maastricht Health Campus BV opgericht, een initiatief van de Maastricht University, Maastricht UMC+, Provincie Limburg, gemeente Maastricht en LIOF. Ook hier werd in 2014 de merknaam Brightlands aan toegevoegd.   

## Locatie
De campus ligt in Maastrichtse stadsdeel Randwyck en wordt begrensd door de John F. Kennedysingel in het noorden, de spoorlijn Luik-Maastricht en de A2 in oosten, de Oeslingerbaan in het zuiden en de woonwijk in het westen. 

## Valorisatiecampus
De campus is een zogenoemde valorisatiecampus, gericht op het omzetten van wetenschappelijke kennis in maatschappelijke en economische toepassingen. Brightlands Maastricht Health Campus bv ondersteunt hierbij onderzoekers van Maastricht UMC+ en Maastricht University die beschikken over een vinding met maatschappelijke en/of commerciële potentie. In samenwerking met de onderzoeker wordt onderzocht op welke wijze de vinding het best kan worden ontwikkeld, bijvoorbeeld door licentieverlening aan een externe partij of door het opzetten van een eigen start-up. Voorbeelden van startups: MosaMeat, Qorium, SensipDX, etc.
De eerste CEO van Brightlands Maastricht Health Campus was Jan Kees Dunning. Sinds 2016 wordt de organisatie geleid door Jan Cobbenhagen. 

## Ecosysteem
De campus is een ecosysteem waarin kennisinstellingen, zorginstellingen en het bedrijfsleven nauw samenwerken. De campus is sterk verbonden met het Maastricht Universitair Medisch Centrum+ (MUMC+) en Maastricht University. Binnen de universiteit zijn vooral de Faculty of Health, Medicine and Life Sciences (FHML), de Faculty of Psychology and Neuroscience en de Faculty of Science and Engineering (FSE) betrokken. 
Naast 139 startups zijn er ondernemingen als Medtronic, Bayer, Demcon en Lonza gevestigd.

## Instituten, schools en organisaties op de campus
Op de campus bevinden zich verschillende onderzoeksinstituten die zijn verbonden aan Maastricht University, waaronder:
- CAPHRI – Care and Public Health Research Institute
- CARIM – Cardiovascular Research Institute Maastricht

- GROW – Research Institute for Oncology and Reproduction
- NUTRIM – Institute for Nutrition and Translational Research in Metabolism
- SHE – School of Health Professions Education
- MHeNs – Mental Health and Neuroscience Research Institute

Daarnaast zijn er diverse toonaangevende faciliteiten gevestigd, zoals:
- Het Maastricht Brain Imaging Centre (MBIC, ook bekend als Scannexus), met drie geavanceerde MRI-scanners
- RegMed XB, een van de vier pilotfaciliteiten in Nederland voor regeneratieve geneeskunde
- Het Maastricht MultiModal Molecular Imaging Institute (M4I), opgericht door Ron Heeren en Peter Peters
- Het Institute for Technology-Inspired Regenerative Medicine (MERLN), opgericht door Clemens van Blitterswijk en Pamela Habibović, met Lorenzo Moroni als huidige wetenschappelijk directeur

## Einstein Telescoop
Op de campus wordt actief gewerkt aan voorbereidingen voor de mogelijke vestiging van de Einstein Telescoop, een toekomstig observatorium voor zwaartekrachtgolven. In 2026 wordt bekend of de telescoop in Zuid-Limburg gerealiseerd zal worden. Het Heuvelland in Limburg geldt als een van de drie geschikte locaties in Europa vanwege de stabiele, trillingsarme ondergrond. In Maastricht werkt een team onder leiding van prof. dr. Stefan Hild aan de bouw van de ET Pathfinder, een testfaciliteit die als voorloper dient van de Einstein Telescoop.

## Gebiedsontwikkeling
De gebiedsontwikkeling rond de Brightlands Maastricht Health Campus is gericht op het creëren van een innovatieve en integrale kennis- en zorgomgeving in Maastricht. Het ontwikkelingsgebied beslaat onder andere het terrein rondom het Maastricht UMC+, Maastricht University en de omliggende instellingen en bedrijven in de wijk Randwyck. Doel van de gebiedsontwikkeling is het versterken van de wisselwerking tussen kennisinstellingen, zorgaanbieders en bedrijven, en het faciliteren van samenwerking en innovatie op het gebied van gezondheid, technologie en duurzaamheid.
De gebiedsontwikkeling richt zich op verschillende onderdelen:
- Fysieke infrastructuur: Verbetering en uitbreiding van de ruimtelijke omgeving, met nieuwe kantoor- en labfaciliteiten, shared spaces, huisvesting voor studenten en onderzoekers, en groenvoorzieningen.
- Bereikbaarheid: Optimalisatie van de bereikbaarheid via openbaar vervoer (waaronder station Maastricht Randwyck, dat vanaf december 2026 Maastricht Brightlands heet), fiets- en wandelroutes en parkeervoorzieningen.
- Duurzaamheid: Toepassing van duurzame bouwprincipes en energievoorziening, met aandacht voor circulariteit, klimaatadaptatie en CO₂-reductie.
- Leefbaarheid: Verhoging van de ruimtelijke kwaliteit van de campusomgeving door aantrekkelijke openbare ruimte, voorzieningen en ontmoetingsplekken.

De gebiedsontwikkeling wordt uitgevoerd in nauwe samenwerking tussen de gemeente Maastricht, Maastricht University, Maastricht UMC+, Provincie Limburg en private partners.

## Feiten en cijfers
De campus begon met een investeringskapitaal van twee miljoen euro. In de eerste jaren bleef de groei beperkt, maar vanaf 2018 namen de investeringen sterk toe. Tussen 2014 en 2025 bedroegen de totale investeringen ongeveer 235 miljoen euro, waarvan 55 miljoen in 2020 bestemd was voor Mosa Meat – de succesvolste start-up op de campus. 
In 2025 waren op de campus 139 bedrijven actief, met in totaal 11.502 banen en 11.473 studenten.